# Quedius umbrinus
Quedius umbrinus är en skalbaggsart som beskrevs av Wilhelm Ferdinand Erichson 1839. Quedius umbrinus ingår i släktet Quedius, och familjen kortvingar. Arten är reproducerande i Sverige.